# Gerbillus perpallidus
Gerbillus perpallidus (піщанка бліда) — вид родини мишеві (Muridae).

## Поширення
Цей вид зустрічається на півночі Єгипту на захід від Нілу в піщаних дюнах і інших піщаних місцях проживання.